# Rocca (Borgo a Mozzano)
Rocca, anche chiamata Rocca di Mozzano, è una frazione del comune italiano di Borgo a Mozzano, nella provincia di Lucca, in Toscana.

## Geografia fisica
Il paese della Rocca sorge a 320 metri su di un pendio della sponda destra del fiume Serchio. Il paese domina la valle del Serchio e della Lima e mantiene le caratteristiche di un antico borgo medievale con le abitazioni sovrapposte le une sulle altre e le vie interne in ciottolato.

## Storia
Il versante occidentale del fiume Serchio è stato interessato fin dal periodo pre-romano dalle rotte commerciali di liguri e etruschi dalla Toscana all'Emilia.
Negli anni sessanta del Novecento nei pressi del paese della Rocca fu rinvenuto un fondo di capanna databile tra il III e il II secolo a.C. con resti ceramici di tipo ligure. Nel 1983 sono state inoltre ritrovate alcuni frammenti di anfore greco-italiche sul versante tra il borgo della Rocca e Piano della Rocca, sulla valle del Serchio.
Non vi sono attestazioni di età romana presso la Rocca ma è presumibile che il borgo attuale si trovasse sul percorso a mezzacosta della via Clodia Nova (detta anche Clodia Secunda) che collegava Lucca a Luni, risalendo il fiume Serchio sul fianco destro e attraversando la Garfagnana. 
Sono infatti testimoni i diversi toponimi che derivano da prediali romani delle vicinanze e sulla Clodia Nova come Borgo a Mozzano, capoluogo comunale, dal nome gentilizio Mutius; Gioviano, da Iovius, o Valdottavo e Diecimo, toponimi di origine miliare indicati rispettivamente dieci e otto miglia romane da Lucca.
Nonostante le frequentazioni più antiche, il borgo della Rocca ha, nel suo nome, una specifica origine mediavale come luogo fortificato eretto a presidio del territorio della valle del Serchio, in un luogo elevato e panoramico, peculiare delle prime fasi dell’incastellamento del XI secolo.
Dall’XI secolo il territorio della Rocca finì nell’influenza della famiglia feudale di origine longobarda dei Suffredinghi, attestata dal IX secolo, assieme a molti altri territori della media valle del Serchio e della Garfagnana.
La prima attestazione probabile della Rocca, come Castello di Mozzano, è in una carta del 7 aprile 1027 che elenca i beni della famiglia dei Suffredinghi, conservata nell'Archivio Diocesano di Lucca, assieme al castello ubi Lacuna dicitur, probabilmente il castello del Monte Bargiglio presso la vicina frazione della Cune. In un contratto del 3 giugno 1122 conservato nello stesso archivio a Lucca, possediamo infine la prima attestazione sicura della Rocca come Rocha de Mozano dalla quale si ricava il nome del signore suffredingo della Rocca: Ildebrando di Sigifredo (1038-1072) nipote di Gherardo II, vescovo di Lucca nel 991.
Nelle guerra tra Lucca e Pisa, i Suffredinghi, assieme alle signorie feudatarie del contado si schierarono a fianco dei pisani contro l’avanzata del comune lucchese. A partire dal 1170, e per quasi un secolo, i lucchesi ingaggiarono infatti una serie di guerre per impadronirsi della valle del Serchio e della Versilia. Nel 1171 i lucchesi si impadronirono della Rocca di Mozzano, abbandonata temporaneamente dai Suffredinghi rifugiati nel castello di Fornoli (Bagni di Lucca), e usarono la fortificazione per combattere la guarnigione pisana che giungeva dalla Garfagnana. Intimorito dalle vittorie di Lucca in Garfagnana, Raimundo di Guglielmo, signore della Rocca di Mozzano e console della casa suffredinga, si alleò con la città lucchese e attirò dalla sua parte, dietro versamento di denaro, gli altri nobili alleati di Pisa. Nel 1173 i Suffredinghi strinsero un patto militare con Lucca, rinnovato nel 1181, anno della pace fra Lucca e Pisa. Nel 1185 l'imperatore Federico I Barbarossa obbligò il comune di Lucca a riedificare i castelli distrutti durante la guerra con Pisa, fra cui anche quelli di Anchiano e Cune (Bargiglio), ma non essendo citato quello della Rocca si suppone che questo non avesse subito danni. La casata nel 1209 rinnovò la fedeltà a Lucca.
Nel 1220 Lucca, alleata con Firenze, fu nuovamente in guerra contro Pisa e le vecchie signorie feudali della Valle del Serchio, nonostante il giuramento di fedeltà, si schierarono ancora a fianco dei pisani. Per questo motivo nel marzo 1225 i lucchesi espugnarono dapprima il castello di Anchiano, dove risiedeva un ramo della famiglia longobarda, e nel marzo del 1227 accerchiarono infine il castello della Rocca e catturarono gli ultimi castellani Suffredinghi. I discendenti dell’antica casata longobarda ottennero nel 1248 la cittadinanza lucchese, sebbene interdetti alla vita pubblica.
Dopo le vittorie di Lucca nel contado la media valle del Serchio passò alla nascente Repubblica di Lucca e la Rocca fu assegnata nel 1272 alla vicaria di Coreglia. Nel 1355 la Rocca insieme a tutta la vicaria entrò a far parte della contea di Coreglia, istituita dall'imperatore Carlo IV, per poi finire nel 1562 sotto la giurisdizione della vicaria di Borgo a Mozzano divenuta poi capoluogo comunale.
Nel 1586 la Rocca si dota del suo stato comunitario, perfezionato poi nel 1638.
Il borgo della Rocca contava 205 abitanti nel 1832.

## Monumenti e luoghi d'interesse

### Castello

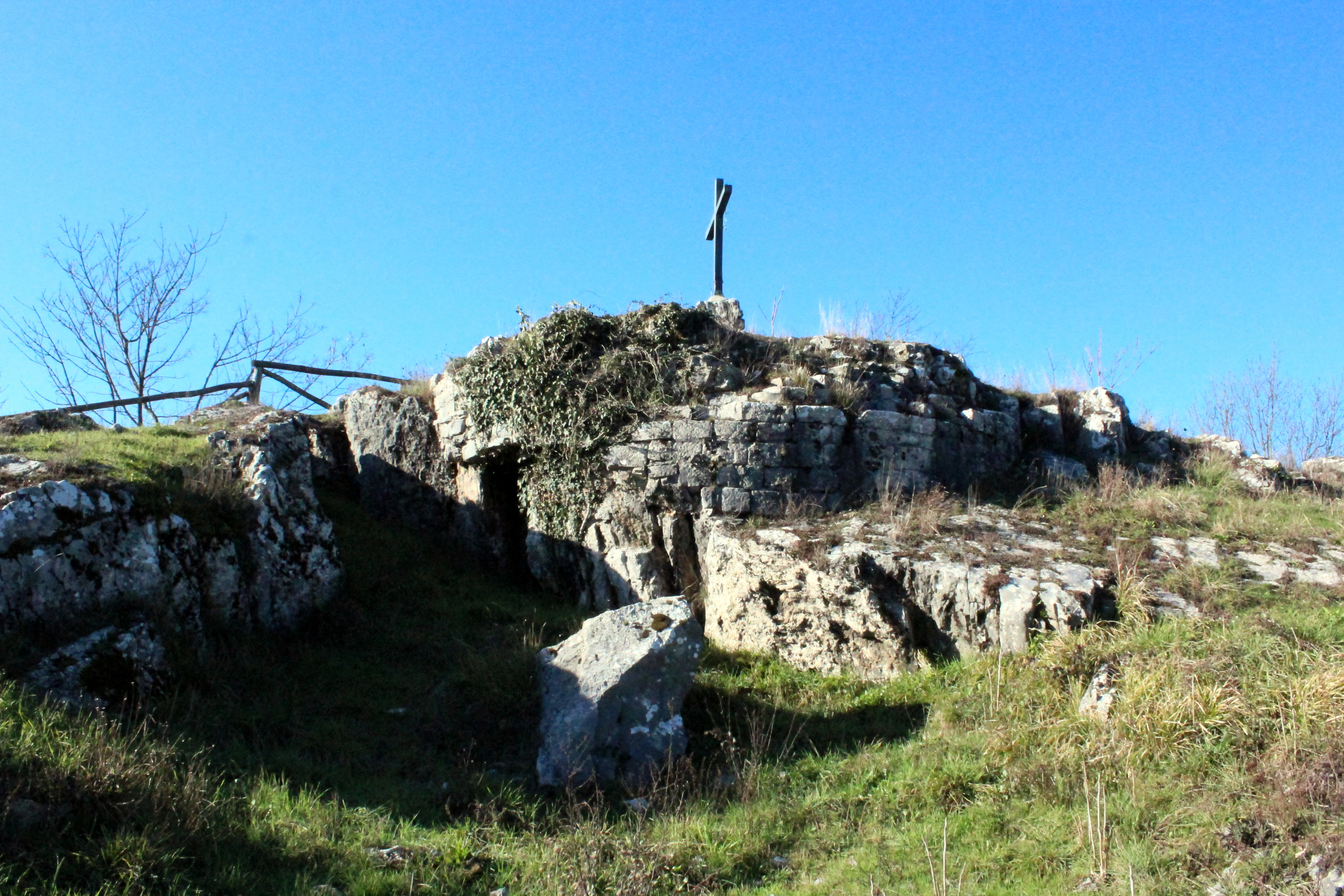
Castello della Rocca

Nel punto più alto del paese sorgono le rovine dell'antico castello dei Suffredinghi. Sono visibili alcuni tratti di mura con feritoie di avvistamento verso la valle del Serchio e della Lima. I ruderi più imponenti sono quelli della torre cilindrica della quale rimane solo la base e un segmento crollato poco più in basso. Il resto della torre, secondo una tradizione locale, sarebbe rotolato nel fiume Serchio ma, più probabilmente, fu usato dalla popolazione locale come cava di pietra per la costruzione delle case del paese.
Non abbiamo fonti d’archivio sulla costruzione del castello della Rocca, ma è presumibile che sia opera dei Suffredinghi almeno dal XII secolo. Sappiamo che il castello esisteva nel 1171 quando i lucchesi lo utilizzarono nelle lotte contro i pisani.  Tornato in possesso dei Suffredinghi, il castello cadde in mano lucchese definitivamente nel marzo del 1227.
È possibile che il castello della Rocca fosse parte dei siti fortificati controllati dagli Antelminelli dalla Contea di Coreglia nel XIV secolo ma cadde probabilmente in disuso quando Lucca assunse il controllo della media valle del Serchio nel XV secolo.
Nello stemma della Rocca dello statuto della comunità del 1638 è presente un disegno della torre del castello con la frase latina Non nisi tuta tuetur (in italiano: Non protegge se non vigilata).

### Chiesa di Santa Maria Assunta

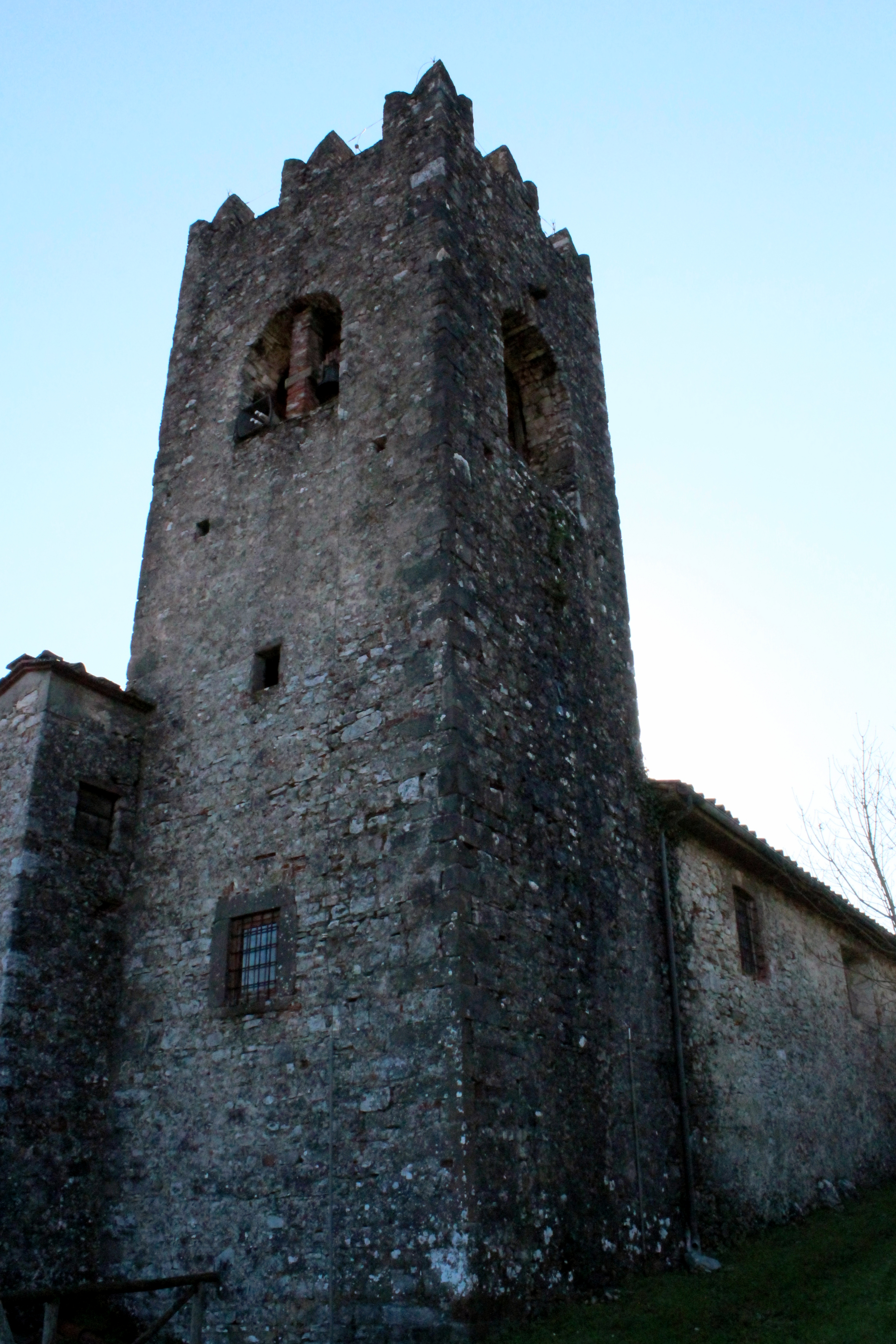
Chiesa di Santa Maria Assunta

La chiesa della Rocca, così come il borgo, probabilmente non esisteva ancora alla fine del X secolo non comparendo nel 995 nell'elenco delle comunità sottoposte alla vicina pieve di San Giovanni Battista di Cerreto.
L’esistenza della chiesa è confermata nel XII secolo nel contratto del 1122: "actum infra Rocha de Mozano prope ecclesiam Sancte Marie" (in italiano: "stipulato dentro la Rocca di Mozzano presso la chiesa di Santa Maria"). Nel 1180 la chiesa è citata come Sancta Maria de arce (dal latino arx: rocca, altura) e sappiamo che era legata fin dall’origine alla famiglia feudale dei Suffredinghi che ne detenevano il diritto di patronato, ovvero il diritto di nominare il sacerdote e richiedere le decime sulla rendita dei beni. Il 22 febbraio 1225 i nobili Suffredinghi furono investiti da Roberto vescovo di Lucca anche delle decime di tutto il Piviere di Cerreto.
La Chiesa fu edificata molto probabilmente ad una sola navata alla fine dell’XI secolo e in seguito ampliata a tre navate. La chiesa si trova sottoposta alla Pieve di Cerreto nel 1260 e si suppone quindi decaduto il patronato originario della famiglia feudale.
Sulla facciata è conservato un bassorilievo di marmo che rappresenta la lapidazione di Santo Stefano. All'interno, sopra l’altare maggiore, si trova una tela di scuola cortonesca del XVIII secolo raffigurante Santa Maria Assunta e altre due altre tele dello stesso pittore ai due lati del presbiterio, una delle quali raffigura Sant'Anna che insegna a leggere alla Vergine firmata dal pittore Ferdinando Maria Orlandi del Borgo nell’anno 1778. Sono inoltre presenti altri arredi sacri databili al XV secolo come un’acquasantiera di marmo della scuola scultorea di Matteo Civitali e una croce in lamina d'argento su legno.
Dalla chiesa si accede direttamente alla canonica, che fu probabilmente sede dei castellani, e nella grande cucina è presente un focolare in pietra datato 1503.